# Mistrzostwa Świata w Lekkoatletyce 1987 – bieg na 200 m kobiet

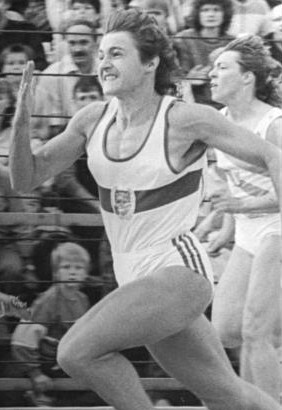
Mistrzyni świata Silke Gladisch

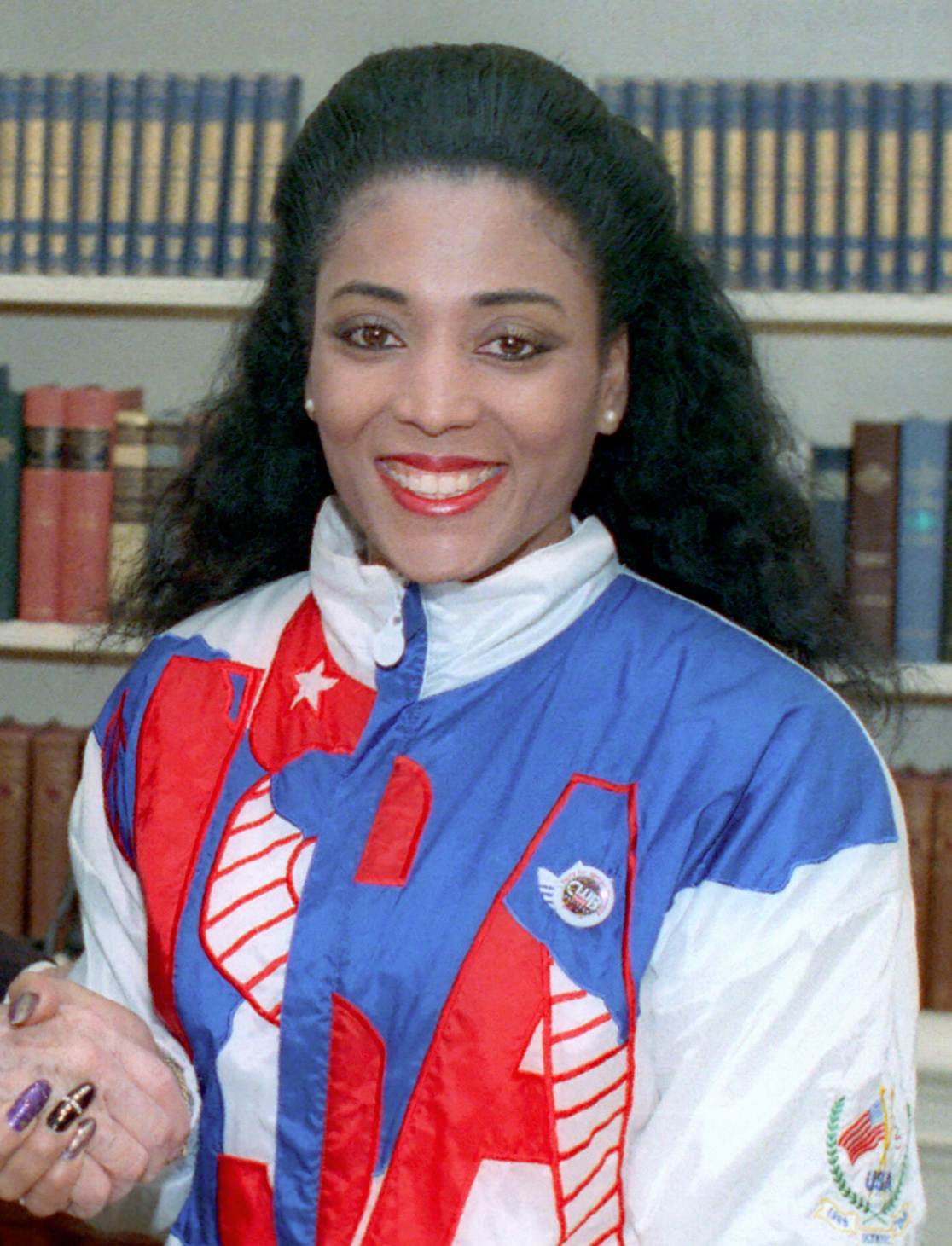
Wicemistrzyni świata Florence Griffith

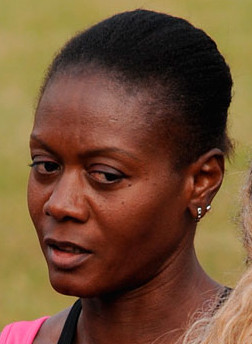
Brązowa medalistka Merlene Ottey

Bieg na 200 metrów kobiet – jedna z konkurencji biegowych rozgrywanych podczas lekkoatletycznych mistrzostw świata w 1987 na Stadionie Olimpijskim w Rzymie.
Zwyciężczynią została Silke Gladisch z Niemieckiej Republiki Demokratycznej, która na tych mistrzostwach zdobyła złoty medal również w biegu na 100 metrów. Tytułu zdobytego na poprzednich mistrzostwach nie broniła Marita Koch z NRD.

## Terminarz
| Data       |            |
| ---------- | ---------- |
| 1 września | Eliminacje |
| 3 września | Półfinały  |
| 3 września | Finał      |

## Rekordy
|                          | Zawodniczka     | Wynik | Miejsce         | Data                  |
| ------------------------ | --------------- | ----- | --------------- | --------------------- |
| Rekord świata            | Marita Koch     | 21,71 | Karl-Marx-Stadt | 19 czerwca 1979(dts)  |
| Rekord świata            | Marita Koch     | 21,71 | Poczdam         | 21 lipca 1984(dts)    |
| Rekord świata            | Heike Drechsler | 21,71 | Jena            | 29 czerwca 1986(dts)  |
| Rekord świata            | Heike Drechsler | 21,71 | Stuttgart       | 29 sierpnia 1986(dts) |
| Rekord mistrzostw świata | Marita Koch     | 22,13 | Helsinki        | 14 sierpnia 1983(dts) |

## Wyniki

### Eliminacje
Rozegrano 4 biegi eliminacyjne. Z każdego biegu trzy najlepsze zawodniczki automatycznie awansowały do półfinałów (Q). Skład półfinalistek uzupełniły cztery najszybsze sprinterki spoza pierwszej trójki ze wszystkich biegów eliminacyjnych (q).

#### Bieg 1
| Poz. | Imię i nazwisko   | Narodowość        | Wynik | Uwagi |
| ---- | ----------------- | ----------------- | ----- | ----- |
| 1    | Silke Gladisch    | NRD               | 22,44 | Q     |
| 2    | Gwen Torrence     | Stany Zjednoczone | 22,61 | Q     |
| 3    | Angela Bailey     | Kanada            | 22,94 | Q     |
| 4    | Falilat Ogunkoya  | Nigeria           | 23,12 | q     |
| 5    | Natalija Herman   | ZSRR              | 23,26 |       |
| 6    | Zoila Stewart     | Kostaryka         | 24,75 |       |
| 7    | Jabou Jawo        | Gambia            | 25,50 |       |
| 8    | Elizabeth Arteaga | Boliwia           | 26,11 |       |

#### Bieg 2
| Poz. | Imię i nazwisko   | Narodowość        | Wynik | Uwagi |
| ---- | ----------------- | ----------------- | ----- | ----- |
| 1    | Nadeżda Georgiewa | Bułgaria          | 22,77 | Q     |
| 2    | Pam Marshall      | Stany Zjednoczone | 22,84 | Q     |
| 3    | Vineta Ikauniece  | ZSRR              | 22,98 | Q     |
| 4    | Ulrike Sarvari    | RFN               | 23,02 | q     |
| 5    | Heike Morgenstern | NRD               | 23,04 | q     |
| 6    | Claudia Acerenza  | Urugwaj           | 24,24 |       |
| 7    | Sheila Vyapouri   | Mauritius         | 25,32 |       |
| 8    | Hanaa Ali Ahmed   | Jemen Południowy  | 29,00 |       |

#### Bieg 3
| Poz. | Imię i nazwisko        | Narodowość                   | Wynik | Uwagi |
| ---- | ---------------------- | ---------------------------- | ----- | ----- |
| 1    | Mary Onyali            | Nigeria                      | 22,87 | Q     |
| 2    | Ewa Kasprzyk           | Polska                       | 22,98 | Q     |
| 3    | Pauline Davis          | Bahamy                       | 23,08 | Q     |
| 4    | Marie-Christine Cazier | Francja                      | 23,12 | q     |
| 5    | Silke-Beate Knoll      | RFN                          | 23,40 |       |
| 6    | Aminata Diarra         | Mali                         | 26,46 |       |
| 7    | Denise Ouabangui       | Republika Środkowoafrykańska | 28,37 |       |
| –    | Blanca Lacambra        | Hiszpania                    | DNS   |       |

#### Bieg 4
| Poz. | Imię i nazwisko     | Narodowość        | Wynik | Uwagi |
| ---- | ------------------- | ----------------- | ----- | ----- |
| 1    | Florence Griffith   | Stany Zjednoczone | 22,56 | Q     |
| 2    | Maia Azaraszwili    | ZSRR              | 22,94 | Q     |
| 3    | Merlene Ottey       | Jamajka           | 23,19 | Q     |
| 4    | Ingrid Verbruggen   | Belgia            | 23,77 |       |
| 5    | Amparo Caicedo      | Kolumbia          | 24,30 |       |
| 6    | Guilhermina da Cruz | Angola            | 25,74 |       |
| –    | Angella Issajenko   | Kanada            | DNS   |       |

### Półfinały
Rozegrano 2 biegi półfinałowe. Z każdego biegu 4 najlepsze zawodniczki awansowały do finału (Q).

#### Bieg 1
| Poz. | Imię i nazwisko   | Narodowość        | Wynik | Uwagi |
| ---- | ----------------- | ----------------- | ----- | ----- |
| 1    | Merlene Ottey     | Jamajka           | 22,43 | Q     |
| 2    | Silke Gladisch    | NRD               | 22,54 | Q     |
| 3    | Pam Marshall      | Stany Zjednoczone | 22,67 | Q     |
| 4    | Nadeżda Georgiewa | Bułgaria          | 22,72 | Q     |
| 5    | Pauline Davis     | Bahamy            | 22,89 |       |
| 6    | Angela Bailey     | Kanada            | 22,97 |       |
| 7    | Vineta Ikauniece  | ZSRR              | 23,25 |       |
| 8    | Falilat Ogunkoya  | Nigeria           | 23,71 |       |

#### Bieg 2
| Poz. | Imię i nazwisko        | Narodowość        | Wynik | Uwagi |
| ---- | ---------------------- | ----------------- | ----- | ----- |
| 1    | Florence Griffith      | Stany Zjednoczone | 22,38 | Q     |
| 2    | Mary Onyali            | Nigeria           | 22,54 | Q     |
| 3    | Ewa Kasprzyk           | Polska            | 22,60 | Q     |
| 4    | Gwen Torrence          | Stany Zjednoczone | 22,61 | Q     |
| 5    | Marie-Christine Cazier | Francja           | 22,89 |       |
| 6    | Maia Azaraszwili       | ZSRR              | 22,91 |       |
| 7    | Ulrike Sarvari         | RFN               | 23,04 |       |
| 8    | Heike Morgenstern      | NRD               | 23,06 |       |

### Finał
| Poz. | Imię i nazwisko   | Narodowość        | Wynik | Uwagi |
| ---- | ----------------- | ----------------- | ----- | ----- |
| 1    | Silke Gladisch    | NRD               | 21,74 | CR    |
| 2    | Florence Griffith | Stany Zjednoczone | 21,96 |       |
| 3    | Merlene Ottey     | Jamajka           | 22,06 |       |
| 4    | Pam Marshall      | Stany Zjednoczone | 22,18 |       |
| 5    | Gwen Torrence     | Stany Zjednoczone | 22,40 |       |
| 6    | Mary Onyali       | Nigeria           | 22,52 |       |
| 7    | Ewa Kasprzyk      | Polska            | 22,52 |       |
| 8    | Nadeżda Georgiewa | Bułgaria          | 22,55 |       |